# Ardón (Osetia del Norte)
Ardón ([ɐrˈdon]ⓘ en ruso: Ардо́н; en osetio: Æрыдон, Æridón) es un pueblo de República de Osetia del Norte - Alania, en Rusia, situada en el margen occidental del río Ardon, a 34 kilómetros al noroeste de la capital de la república, Vladikavkaz.

## Historia
La pueblo fue fundada en 1824, recibió el estatus de ciudad en 1964. Es la capital administrativa del distrito de Ardón (Ардонский район, Ardonski raión).
El pueblo es un importante nudo de carreteras y ferrocarril hacia la cabecera de línea en el pueblo de Alagir más al sur. Hasta 1964, fue solo una aldea, antes de transformarse en un complejo agrícola industrial con envasadoras, procesadoras de cáñamo y otras instalaciones alimentarias y de procesamiento agrícola.

## Economía
En la localidad están presentes las siguientes industrias:
- Fábrica láctea
- Fábrica de alcohol y licores
- Fábrica de conservas
- Complejo industrial aliemtario.
- Fábrica de reparación mecánica
- Fábrica de asfalto

## Demografía
| Gráfica de evolución de Ardón entre 1939 y 2020 |
|                                                 |

Según el censo de población de toda Rusia de 2010. Esta es la composición étnica de Ardón.